# Villefranche-de-Lauragais
Villefranche-de-Lauragais è un comune francese di 4 147 abitanti situato nel dipartimento dell'Alta Garonna nella regione dell'Occitania.

## Storia
Villefranche-de-Lauragais fu fondata come bastide nel 1267 da Alfonso di Poitiers, conte di Tolosa. Nel 1280 Filippo il Bello accorda alla città una nuova carta di privilegi.
Viene devastata nel 1355 da Edoardo di Woodstock, detto il Principe Nero, nel corso della chevauchée del Principe Nero.
Fondata su un territorio propizio all'agricoltura e all'allevamento, si espande nel XVI secolo a scapito della vicina Avignonet-Lauragais.
Nel 1790 la città divenne capoluogo cantonale, sottoprefettura nel 1800.

## Società

### Evoluzione demografica
Abitanti censiti